# Franz Kraus
Franz Xaver Kraus, född 27 september 1903 i München, död 24 januari 1948 i Kraków, var en tysk SS-Sturmbannführer och krigsförbrytare.

## Biografi
Kraus blev 1931 medlem i Nationalsocialistiska tyska arbetarepartiet (NSDAP) och Schutzstaffel (SS). Hans första tjänst var som förvaltare i Bruna huset i München.
Efter Adolf Hitlers utnämning till tysk rikskansler i januari 1933 kom Kraus att tjänstgöra vid en rad koncentrationsläger: Esterwegen, Lichtenburg, Columbia-Haus och Sachsenhausen. I det sistnämnda lägret var han förvaltningschef.
I december 1944 fick Kraus i order av Ernst-Heinrich Schmauser, SS- och polischef i Schlesien, att organisera evakueringen av fångarna i Auschwitz. Kort innan lägret befriades av Röda armén den 27 januari 1945 beordrade Schmauser den 20 januari att de interner som inte evakuerats skulle skjutas. Kraus uppgav senare att han hade motsatt sig ordern och flytt dagen därpå. Överlevande fångar vittnade dock om att han hade stannat till den 25 januari och under denna tid övervakat sprängningen av det sista krematoriet och även egenhändigt skjutit ihjäl fångar.
Vid Auschwitzrättegången i Kraków dömdes Kraus den 22 december 1947 till döden genom hängning.